# Reinhold Aumaier

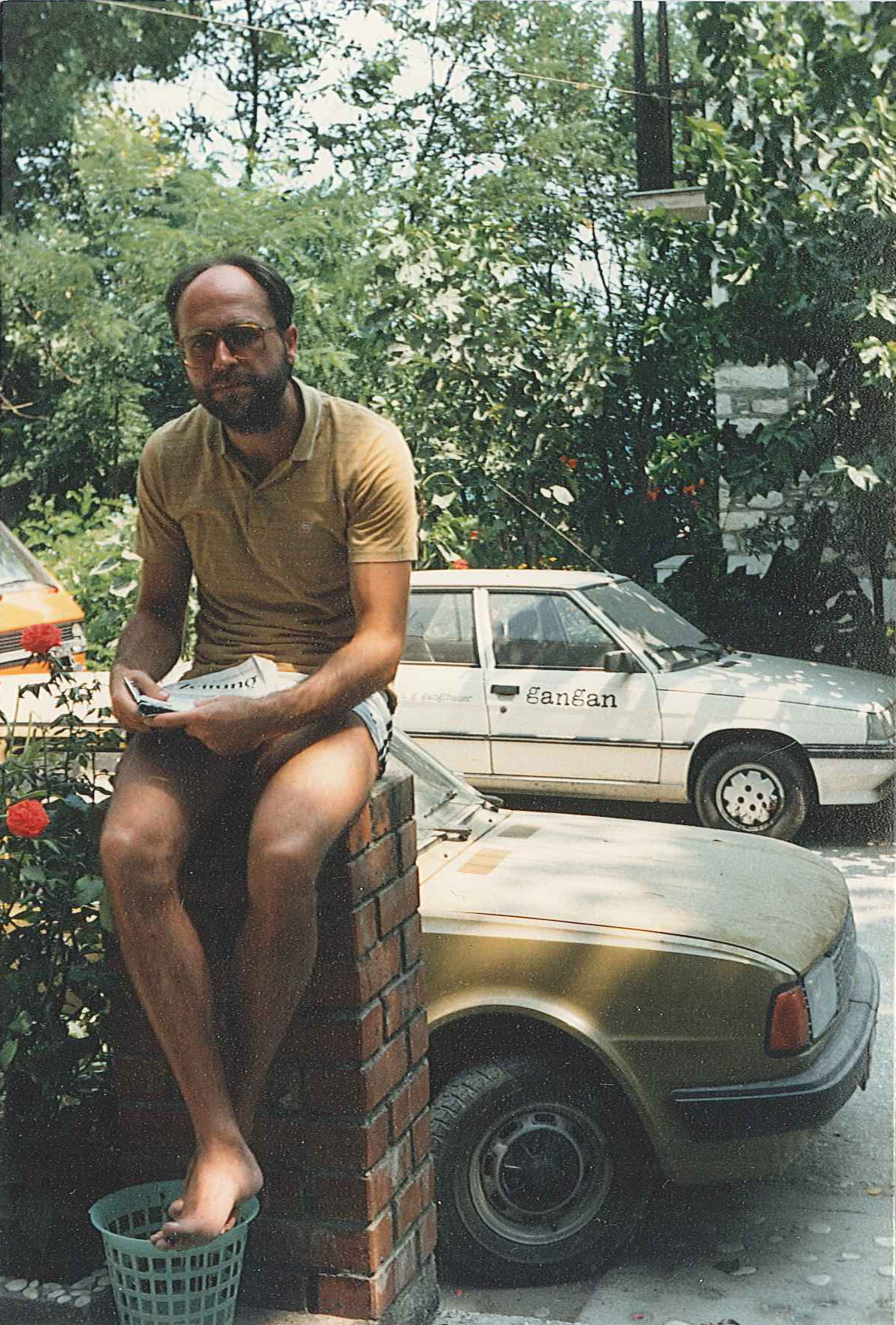
Reinhold Aumaier (Gangan Verlag) 1988 in Griechenland

Reinhold Aumaier (* 12. Mai 1953 in Linz) ist ein österreichischer Schriftsteller und Komponist.

## Biografie
Reinhold Aumaier wurde 1953 in Linz geboren und wuchs in Obermühl an der Donau auf. Er studierte Germanistik und Musik. Seit 1976 ist er als freier Schriftsteller tätig. Der Autor lebt und arbeitet in Wien.

## Auszeichnungen
- 1999: Kulturpreis des Landes Oberösterreich

## Werke
- Briefe an Adalbert Stifter, Prosa, Literaturverlag Droschl, Graz 1982
- Zwischenlösung, Kurzprosa, edition neue texte, Linz 1984
- ein Bedrohliches, Lyrik, Gangan Verlag, Graz 1988
- Frau Zacherl, Witwe, Hörspiel, 1988
- Fahren Sie fort! 49 Romananfänge, Prosa, Edition Atelier, Wien 1995
- Liebesgedichte, Lyrik, Deuticke Verlag, Wien 1996
- Heißer Tipp, Mottogedichte, Gangan Verlag, Sydney 1999
- Auch Christen machen Heidenlärm, Aphorismen, Resistenz Verlag, Linz 1999
- Knusper, knusper, Kurzprosa, Resistenz Verlag, Linz 2001
- Wechselbad Blues, Lyrik, Resistenz Verlag, Linz 2002
- Zündstoff, Prosa, Resistenz Verlag, Linz/Wien 2003
- Lusthäusl & Lottabäng, Lyrik und Prosa, Edition Innsalz, Aspach/Wien 2004
- Augenausfischerei, Prosa, Ritter Verlag, Klagenfurt 2004
- Wiengredenzien, Lyrik, Ritter Verlag, Klagenfurt 2006
- Rutschbonbon, Prosa, Arovell Verlag, Gosau 2007
- Hundsdreg & Dschogladbabia, Prosa, Bibliothek der Provinz, Weitra 2008
- Zwischentraum, Romanfantasie, Klever Verlag, Wien 2009
- Beischlafpulver, 99 Sekunden-Romane, Klever Verlag, Wien 2011